# アンドレス・リオス
アンドレス・リオス（Andrés Lorenzo Ríos、1989年8月1日 - ）は、アルゼンチン出身のプロサッカー選手。アルドシビ所属。ポジションはフォワード。

## クラブ歴
CAリーベル・プレートの下部組織出身。2007年3月4日のアルヘンティノス・ジュニアーズ戦でトップチームデビュー。
2012年12月、エクアドルのデポルティーボ・ペレイラに期限付き移籍。
2014年1月7日、クラブ・アメリカに移籍
2014年6月4日、レオネス・ネグロスに期限付き移籍。
2017年7月、CRヴァスコ・ダ・ガマへ移籍。

## 代表歴
2009年1月、U-20代表の一員として、ベネズエラで開催された2009 南米ユース選手権に参加した。

## タイトル

### クラブ
リーベル・プレート
- プリメーラ・ディビシオン: 2008クラウスーラ
- プリメーラB・ナシオナル: 2011-12

ヴィスワ・クラクフ
- エクストラクラサ: 2010-11